# إيرفاين روبرتسون
إيرفاين روبرتسون هو مجدف كندي، ولد في 10 يوليو 1882 في تورونتو في كندا، وتوفي في 26 فبراير 1956 في أوتاوا في كندا.

## وصلات خارجية
- إيرفاين روبرتسون على موقع الاتحاد الدولي للتجديف (الإنجليزية)
- إيرفاين روبرتسون على موقع اللجنة الأولمبية الدولية (الإنجليزية)
- إيرفاين روبرتسون على موقع أوليمبيديا (الإنجليزية)